# Adam Sky
Adam Gary Neat (1976 o 1977 - 4 de mayo de 2019), conocido profesionalmente como Modium y más tarde como Adam Sky, fue un DJ australiano de música dance.

## Primeros años
Neat nació en Melbourne y era hijo de Gary Neat, un empresario y político que anteriormente había sido periodista en la Australian Broadcasting Corporation.

## Carrera
Neat trabajó en tecnología de la información, incluso como empresario, antes de centrarse en su carrera como DJ. Con residencia en Singapur, Adam Sky fue el tercer DJ más popular en Asia. Trabajó con grupos como Fatboy Slim, Scissor Sisters, David Guetta, Afrojack, y Taio Cruz. Fue DJ residente en varios clubes a partir de 2011 como Modium con el sello Hed Kandi.  También presentó un programa de radio con más de un millón de oyentes mensuales, The Guestlist o Guest List Radio, y en marzo de 2018 fundó Jupiter Labs, una agencia de talentos, en Singapur.

## Vida privada y muerte
Sky estaba casado con Marvie Jean Tejada. Murió a los 42 años en el resort Hillstone Villas en Bali, Indonesia. Su asistente, Zoia Lukiantceva, cayó unos diez metros desde una terraza y se rompió una pierna; Al parecer, Sky intentó ayudarla mientras estaba borracho y fue descubierto al día siguiente cerca del baño de una villa vacía, debajo de la que se alojaban, con otro amigo, se había desangrado después de cortarse el brazo con una ventana.